# Serhij Sednjew
Serhij Anatolijowytsch Sednjew (ukrainisch Сергій Анатолійович Седнєв, russisch Сергей Анатольевич Седнев; * 19. Dezember 1983 in Hluchiw, Oblast Sumy, Ukrainische Sozialistische Sowjetrepublik, Sowjetunion) ist ein früherer ukrainischer Biathlet.
Serhij Sednjew trat seit 2002 im Junioren-Europacup an. Hier gewann er in Ridnaun zwei Rennen. Bei der Junioren-Europameisterschaft 2004 in Minsk gewann er Silber mit der Staffel, bei der Junioren-Weltmeisterschaft 2004 in Haute-Maurienne Bronze in der Verfolgung. Im Sommer des Jahres gewann er zudem Bronze in der Verfolgung bei den Juniorenweltmeisterschaften im Sommerbiathlon von Osrblie. Sehr erfolgreich lief er bei der Universiade 2007 in Turin, wo er Silber im Einzel und mit der Staffel, sowie Bronze im Sprint und in der Verfolgung gewann.
2004 wurde Sednjew auch erstmals im Biathlon-Weltcup eingesetzt und wurde 67. im 10-km-Sprint von Ruhpolding. In den folgenden Jahren wechselte der Ukrainer zwischen Welt- und Europacup hin und her. Erst 2007 gelang es ihm, sich etwas zu stabilisieren. Er konnte in Antholz erstmals bei einer Biathlon-Weltmeisterschaft teilnehmen und wurde dort 42. im 20-km-Einzelrennen. Es dauerte jedoch noch bis zum ersten Rennen des Biathlon-Weltcups 2007/08, als er als 26. im Einzel von Kontiolahti seine ersten Weltcuppunkte gewinnen konnte. Im Dezember 2007 in Pokljuka stand er mit dem dritten Platz im Einzelrennen erstmals auf dem Siegerpodest. In der Saison 2009/2010 gelang Serhij Sednjew in Antholz, erneut in einem Einzel, sein erster Sieg im Weltcup vor allem aufgrund seiner fehlerfreien Schießleistung. Sednjew nahm an den Olympischen Winterspielen 2010 teil. Sein bestes Resultat war der zehnte Platz in der Verfolgung. Mit der Staffel belegte er Rang acht. Auch in der Folgesaison blieb Sednjew erfolgreich, in Pokljuka lief er als Dritter des Einzelrennens wieder aufs Podest.
Am 19. Dezember 2014 trat er unerwartet zurück. Knapp einen Monat später teilte der Biathlon-Weltverband IBU mit, dass bei einer erneuten Untersuchung eines Dopingtests vom Januar 2013 bei Sednjew EPO festgestellt wurde. Er verzichtete auf die Öffnung der B-Probe und wurde für zwei Jahre gesperrt.

## Statistik

### Platzierungen im Biathlon-Weltcup
Die Tabelle zeigt alle Platzierungen (je nach Austragungsjahr einschließlich Olympische Spiele und Weltmeisterschaften).
- 1.–3. Platz: Anzahl der Podiumsplatzierungen
- Top 10: Anzahl der Platzierungen unter den ersten zehn (einschließlich Podium)
- Punkteränge: Anzahl der Platzierungen innerhalb der Punkteränge (einschließlich Podium und Top 10)
- Starts: Anzahl gelaufener Rennen in der jeweiligen Disziplin
- Staffel: inklusive Mixed- und Single-Mixed-Staffeln

| Platzierung         | Einzel | Sprint | Verfolgung | Massenstart | Staffel | Gesamt |
| ------------------- | ------ | ------ | ---------- | ----------- | ------- | ------ |
| 1. Platz            | 1      |        |            |             |         | 1      |
| 2. Platz            |        | 1      |            |             | 2       | 3      |
| 3. Platz            | 2      |        |            |             | 2       | 4      |
| Top 10              | 5      | 3      | 4          | 1           | 21      | 34     |
| Punkteränge         | 12     | 24     | 18         | 9           | 24      | 87     |
| Starts              | 25     | 69     | 27         | 9           | 28      | 158    |
| Stand: Karriereende |        |        |            |             |         |        |